# Harrison White
Harrison Colyar White (Washington D. C., 21 de marzo de 1930-Tucson, 19 de mayo de 2024), conocido como Richard White, fue un sociólogo estadounidense. Profesor Giddings de Sociología en la Universidad de Columbia, tuvo un papel muy influyente en la “Revolución de Harvard” sobre redes sociales y en la Escuela de Nueva York de sociología relacional. Se le atribuye el mérito de haber desarrollado modelos matemáticos de estructura social con cadenas de vacante y modelos de bloque. Ha liderado, junto a otros, una revolución en la sociología que todavía sigue en proceso, utilizando modelos de estructura social basados en patrones de relaciones en vez de en los atributos y actitudes de individuos.
White es ampliamente respetado entre los investigadores de redes sociales. A modo de ejemplo, en la Conferencia de la Red Internacional de Análisis de Redes Sociales de 1997, los organizadores dedicaron a White un evento especial al que llamaron White Tie Event, o Evento Lazo Blanco en español, haciendo un juego de palabras con su apellido. El investigador de redes sociales Emmanuel Lazega se refiere a él tanto como “Copérnico" como "Galileo”, ya que White inventó tanto la visión como las herramientas del análisis de redes aplicado a la sociología.
La documentación más completa de sus teorías se encuentra en el libro Identity and Control, publicado por primera vez en 1992. Una importante reedición de este libro se publicó en junio de 2008. En 2011, White recibió el Premio W.E.B. Dubois a la Carrera Académica Distinguida de la Asociación Americana de Sociología, el cual honra a "académicos que han mostrado un compromiso excepcional con la profesión de la sociología y cuyo trabajo acumulado ha contribuido de manera importante al avance de la disciplina". Antes de su jubilación, además de la sociología, White también se interesó por la sociolingüística y la estrategia empresarial.

## Historia

### Primeros años
White nació el 21 de marzo de 1930 en Washington D. C.. Tuvo tres hermanos y su padre era médico en la Marina de los EE. UU. A pesar de que se mudó a diferentes bases de la Marina estadounidense durante su adolescencia, se considera asimismo como sureño, y a Nashville (Tennessee) como su hogar. Con 15 años entró en el Instituto de Massachusetts de Tecnología (MIT), consiguiendo su licenciatura con 20 años; cinco años más tarde, en 1955, consiguió un doctorado en física teórica, también en el MIT, con John C. Slater como supervisor. Su disertación estuvo titulada A quantum-mechanical calculation of inter-atomic force constants in copper. Se publicó en la Physical Review como "Atomic Force Constants of Copper from Feynman's Theorem" (1958). Mientras tanto, en el MIT también cursó una asignatura con el politólogo Karl Deutsch, quién animó a White a girara su carrera hacia las ciencias sociales.

### Universidad de Princeton
Después de recibir su doctorado en física teórica, consiguió financiación de la Fundación Ford para empezar su segundo doctorado en sociología en la Universidad de Princeton. Su director era Marion J. Levy. White también trabajó con Wilbert Moore, Fred Stephan y Frank W. Notestein mientras estuvo en Princeton. Su cohorte era muy pequeña, con solo otros cuatro o cinco estudiantes de posgrado como David Matza y Stanley Udy.
Al mismo tiempo, consiguió un puesto como analista de operaciones en la Oficina de Búsqueda de Operaciones de la Universidad Johns Hopkins de 1955 a 1956. Durante este periodo,  trabajó con Lee S. Christie en el artíuclo Queuing con Preemptive Prioridades o con Desglose, el cual se publicado en 1958. Christie había trabajado previamente junto al psicólogo matemático R. Duncan Luce en el Laboratorio de Grupo Pequeño del MIT mientras White completaba su primer doctorado en física teórica también en el MIT.
Mientras continuaba sus estudios en Princeton, White también pasó un año como becario en el Centro de Estudios Avanzados en Ciencias del Comportamiento de la Universidad de Stanford, California, donde conoció a Harold Guetzkow. Guetzkow era profesor del Instituto de Carnegie de Tecnología, conocido por su aplicación de simulaciones al comportamiento social y colaborador desde hace mucho tiempo con muchos otros pioneros en estudios de organización, como Herbert A. Simon, James March y Richard Cyert. Al conocer a Simon a través de Guetzkow, White recibió una invitación para mudarse de California a Pittsburgh para trabajar como profesor asistente de Administración Industrial y Sociología en la Escuela de Posgrado de Administración Industrial, del Instituto de Carnegie de Tecnología (más tarde Carnegie-Mellon University), donde permaneció un par de años, entre 1957 y 1959. En una entrevista, afirmó haberse peleado con el decano, Leyland Bock, para que se incluyera la palabra "sociología" en su título.
También fue durante su tiempo en el Centro de Estudios Avanzados de Stanford cuando White conoció a su primera esposa, Cynthia A. Johnson, la cual se graduó en Radcliffe College en historia del arte. El artículo conjunto de la pareja sobre los impresionistas franceses, titulado Canvases and Careers (1965) y Institutional Changes in the French Painting World (1964), surgió originalmente de un seminario sobre arte en 1957 en el Centro de Estudios Avanzados dirigido por Robert Wilson. White originalmente esperaba usar la sociometría para mapear la estructura social del arte francés para predecir cambios, pero tuvo la intuición de que no era la estructura social, sino la estructura institucional, la que explicaba el cambio.
También fue durante estos años que White, todavía estudiante de posgrado en sociología, escribió y publicó su primer trabajo de ciencia social, titulado Sleep: A Sociological Interpretation en Acta Sociologica en 1960, junto con Vilhelm Aubert, un sociólogo noruego. Este trabajo fue un estudio fenomenológico del sueño que intentó "demostrar que el sueño era más que una simple actividad biológica ... [sino también] un evento social" 
Para su tesis doctoral, White llevó a cabo una investigación empírica sobre un departamento de investigación y desarrollo en una empresa manufacturera, que consistió en entrevistas y un cuestionario de 110 ítems a gerentes. Concretamente, usó preguntas sociométricas que empleó para modelar la "estructura social" de las relaciones entre varios departamentos y equipos de la organización. En mayo de 1960 presentó su tesis doctoral, titulada Research and Development as a Pattern in Industrial Management: A Case Study in Institutionalisation and Uncertainty, obteniendo el doctorado en sociología de la Universidad de Princeton. Su primera publicación basada en su tesis doctoral fue Management Conflict and Sociometric Structure en el American Journal of Sociology .

### Universidad de Chicago
En 1959, James Coleman dejó la Universidad de Chicago para fundar un nuevo departamento de relaciones sociales en la Universidad Johns Hopkins, lo cual dejó una vacante abierta para un sociólogo matemático como White. Se mudó a Chicago para comenzar a trabajar como profesor asociado en el Departamento de Sociología. En ese momento, había sociólogos de gran influencia en este departamento como Peter Blau, Mayer Zald, Elihu Katz, Everett Hughes o Erving Goffman. Como Princeton solo requería un año de residencia, y White aprovechó la oportunidad para ocupar puestos en Johns Hopkins, Stanford y Carnegie mientras aún trabajaba en su disertación, fue en Chicago donde White acredita su "socialización real, en cierto modo, en sociología."  Fue aquí donde White dirigió a sus dos primeros estudiantes de posgrado, Joel H. Levine y Morris Friedell, quienes continuaron haciendo contribuciones al análisis de redes sociales en sociología. Mientras estaba en el Centro de Estudios Avanzados, White comenzó a aprender antropología y quedó fascinado con los estudios de parentesco. Durante su estancia de investigación en la Universidad de Chicago, White pudo terminar An Anatomy of Kinship, publicado en 1963 dentro de la serie Prentice-Hall en Mathematical Analysis of Social Behavior, con James Coleman y James March como editores en jefe. El libro recibió una atención significativa de muchos sociólogos matemáticos de la época y contribuyó en gran medida a establecer a White como "constructor de modelos".

### La Revolución de Harvard
En 1963, White dejó Chicago para ser profesor asociado de sociología en el Departamento de Relaciones Sociales de Harvard, el departamento fundado por Talcott Parsons y todavía fuertemente influenciado por el paradigma estructural-funcionalista parsoniano. Como White anteriormente solo impartía cursos de posgrado en Carnegie y Chicago, la primera asignatura de pregrado que impartió en Harvard fue Introducción a las relaciones sociales (ver Influencia). Su asignatura fue considerada una infamia entre los analistas de redes. Debido a que White "pensaba que los libros de texto existentes eran grotescamente poco científicos", el programa de la clase destacó por incluir pocas lecturas de sociólogos y comparativamente más lecturas de antropólogos, psicólogos sociales e historiadores. White también criticó abiertamente lo que llamó el enfoque de "atributos y actitudes" de la sociología parsoniana, y llegó a ser el líder de lo que se ha conocido como la "Revolución de Harvard", el "avance de Harvard" o el "renacimiento de Harvard" en las redes sociales. Trabajó en estrecha colaboración con investigadores de grupos pequeños como George C. Homans y Robert F. Bales, lo que le permitió compatibilizar estos trabajos con su investigación anterior sobre organizaciones y con sus esfuerzos por formalizar el análisis de redes. Durante los primeros años de White, Charles Tilly, un graduado del Departamento de Relaciones Sociales de Harvard, fue profesor visitante en Harvard y asistió a algunas de las conferencias de White. Finalmente, el pensamiento sobre redes sociales influyó notablemente los trabajos de Tilly.
White permaneció en Harvard hasta 1986. Además de divorciarse de su esposa Cynthia (con quien publicó varios trabajos), y de querer un cambio, el departamento de sociología de la Universidad de Arizona le ofreció el puesto de jefe de departamento. Permaneció en Arizona durante dos años.

### Universidad de Columbia
En 1988, White se incorporó a la Universidad de Columbia como profesor de sociología y fue director del Centro Paul F. Lazarsfeld de Ciencias Sociales. Esto ocurrió en las primeras etapas de lo que quizás sea la segunda gran revolución en el análisis de redes, la llamada "Escuela de sociología relacional de Nueva York". Esta escuela incluía a académicos de Columbia, de la New School for Social Research y de la Universidad de Nueva York. Mientras que la Revolución de Harvard implicó avances sustanciales en los métodos para medir y modelar la estructura social, la Escuela de Nueva York implicó la fusión de la sociología cultural con la sociología estructural de redes, dos tradiciones que anteriormente habían sido antagónicas. White estuvo en el corazón de esta nueva escuela, y su obra maestra Identity and Control fue testimonio de la nueva sociología relacional.
En 1992, White consiguió el puesto de Profesor Giddins de Sociología y fue presidente del departamento de sociología durante varios años hasta su jubilación. Actualmente reside en Tucson, Arizona.

## Contribuciones
Ronald Bregier, antiguo alumno y colaborador de White, proporciona un buen resumen de las contribuciones sociológicas de este último:
White aborda problemas de estructura social que atraviesan diversos temas de las ciencias sociales. En particular, ha aportado (1) teorías sobre las estructuras de roles que abarcan los sistemas de parentesco clasificatorio de los pueblos nativos australianos y las instituciones del Occidente contemporáneo; (2) modelos basados en equivalencias de actores a través de redes de múltiples tipos de relación social; (3) una teorización de la movilidad social en sistemas de organizaciones; (4) una teoría estructural de la acción social que enfatiza el control, la agencia, la narrativa y la identidad; (5) una teoría de la producción artística; (6) una teoría de los mercados de producción económica que conduce a la elaboración de una ecología de red para las identidades del mercado y nuevas formas de contabilizar las ganancias, los precios y las cuotas de mercado; y (7) una teoría del uso del lenguaje que enfatiza la transición entre ámbitos sociales, culturales e idiomáticos dentro de las redes del discurso. Su declaración teórica más explícita es Identity and Control: A Structural Theory of Social Action (1992), aunque varios de los componentes principales de su teoría de la configuración mutua de redes, instituciones y agencia también aparecen en Careers and Creativity: Social Forces in the Arts (1993), escrito para un público menos especializado.
De manera más general, White y sus estudiantes despertaron interés en mirar a la sociedad más como redes que como agregados de individuos.
Esta visión sigue siendo controvertida. En sociología y en estudios de comportamiento organizacional, es difícil medir causa y efecto de manera sistemática. Por eso, es común utilizar técnicas de muestreo para descubrir algún tipo de promedio en una población.
Por ejemplo, casi a diario leemos qué opina el europeo o estadounidense medio sobre un tema. Esto permite a los científicos sociales y a los expertos hacer inferencias sobre causalidad y decir que "la gente está enfadada con el gobierno actual porque la economía va mal". Este tipo de generalización ciertamente tiene sentido, pero no nos dice nada sobre un individuo. Esto conduce a la idea de un individuo idealizado, algo que es la base de la economía moderna. La mayoría de las teorías económicas modernas consideran los grupos sociales, como las organizaciones, como productos de individuos que actúan en su propio interés.
Si bien esto ha demostrado ser útil en algunos casos, no explica bien el conocimiento que se requiere para que las estructuras se sostengan por sí mismas. White y sus alumnos (y los alumnos de sus alumnos) han estado desarrollando modelos que incorporan los patrones de relaciones en descripciones de grupos sociales. Esta línea de trabajo se ha expandido por la sociología económica, el análisis de redes sociales y la sociología estructuralista.

### Identity and Control
El trabajo más completo de White es Identity and Control. La primera edición salió en 1992 y la segunda edición apareció en junio de 2008.
En este libro, White analiza el mundo social, incluidas las "personas", como resultado de patrones de relaciones. Sostiene que es una heurística humana predeterminada organizar el mundo en términos de atributos, pero que esto a menudo puede ser un error. Por ejemplo, existen innumerables libros sobre liderazgo que buscan los atributos que hacen a un buen líder. Sin embargo, nadie es un líder sin seguidores; por lo que el término describe una relación que uno tiene con otros. Sin las relaciones, no habría líder. Asimismo, una organización puede verse como patrones de relaciones. No “existiría” si la gente no honrara y mantuviera relaciones específicas. White evita atribuir atributos a las cosas que surgen de patrones de relaciones, algo que va en contra de nuestros instintos naturales y requiere cierto pensamiento para procesar.

### Markets from networks
Harrison White también desarrolló una teoría sobre la estructura del mercado y la competencia en su libro de 2002, Markets from Networks, basada en la idea de que los mercados están integrados en redes sociales. Su enfoque está relacionado con conceptos económicos como la incertidumbre (tal como la define Frank Knight), la competencia monopolística (a la Edward Chamberlin) o la teoría de la señalización (Spence). Esta perspectiva sociológica de los mercados ha influido tanto en los sociólogos (véase Joel M. Podolny) como en los economistas (véase Olivier Favereau).
Identity and Control tiene siete capítulos. Los primeros seis tratan sobre cómo las formaciones sociales nos controlan y cómo nuestro propio juicio organiza la experiencia de formas que limitan nuestras acciones. El capítulo final trata sobre "cómo actuar" y cómo es posible el cambio. Una de las formas es por "poder", empoderando a otros.

### Últimos trabajos
El trabajo más reciente de White trata sobre lingüística. En Identity and Control enfatizó el “cambio” entre dominios de red como una forma de explicar la gramática, de una manera que no ignore el significado tal y como lo hace la mayoría de la teoría lingüística estándar. White tiene un amplio interés en las organizaciones, por lo que antes de jubilarse estudió cómo la estrategia empresarial encaja en los modelos generales de construcción social que él ha desarrollado.

## Influencia
Además de sus propias publicaciones, White es ampliamente reconocido por la formación de muchas generaciones influyentes de analistas de redes sociales en sociología. Incluyendo su trabajo temprano en la década de los 60 y los 70 durante la Revolución de Harvard, además de la Escuela de Nueva York de sociología relacional de las décadas de los 80 y 90.
El estudiante y profesor ayudante de White, Michael Schwartz, tomó apuntes de sus clases en la primavera de 1965. Estos apuntes se conocieron con el nombre de Notas sobre los componentes de la estructura social, del curso de pregrado de White Introducción a las relaciones sociales (Soc Rel 10). Estas notas circularon entre estudiantes y aficionados al análisis de redes, hasta que finalmente se publicaron en 2008 en Sociologica. Como explica el popular blog de ciencias sociales Orgtheory.net, "en la sociología estadounidense contemporánea, no hay un conjunto de notas tomadas por estudiantes que haya tenido tanta influencia clandestina como las del seminario introductorio Soc Rel 10 de Harrison White en Harvard".
La primera generación de estudiantes graduados de Harvard que se formó con White durante la década de 1960 pasó a ser una formidable cohorte de sociólogos de redes sociales con inclinación analítica. Su primer estudiante de posgrado en Harvard fue Edward Laumann, quien desarrolló uno de los métodos más utilizados para estudiar las redes personales conocido como encuestas de redes egocéntricas (desarrollado junto a Ronald Burt, uno de los estudiantes de Laumann en la Universidad de Chicago). Varios de ellos contribuyeron a la "escuela de Toronto" de análisis estructural. Barry Wellman, por ejemplo, contribuyó en gran medida a la aplicación del análisis de redes en los estudios sobre comunidades, contribuyendo más tarde a los primeros trabajos sobre comunidades en línea. Otra de las primeras estudiantes de White en Harvard fue Nancy Lee (ahora Nancy Howell), quien utilizó el análisis de redes sociales en su innovador estudio sobre cómo las mujeres que deseaban abortar en Estados Unidos encontraban médicos dispuestos a ello antes del Caso Roe contra Wade. Descubrió que las mujeres encontraban médicos proaborto a través de los vínculos que tenían sus amigos y conocidos. Encontró que estas mujeres estaban separadas de los médicos proaborto, de media, por cuatro grados o vínculos. White también formó a otros investigadores que se incorporaron más tarde a la Escuela de Toronto, como Harriet Friedmann (en 1977) y Bonnie Erickson (en 1973).
Uno de los estudiantes de posgrado más conocidos de White fue Mark Granovetter, el cual permaneció en Harvard como doctorando desde 1965 a 1970. Granovetter estudió como las personas conseguían empleo, descubriendo que era más probable que la gente consiguiera trabajo a través de conocidos que a través de amigos. Al explicar el desarrollo de The Strength of Weak Ties, su tan citado artículo de 1973, Granovetter atribuye la idea a las conferencias de White y, en concreto, a la descripción que éste hizo de los trabajos sociométricos de Anatol Rapaport y William Horrath. Esto, unido a los trabajos anteriores de Stanley Milgram (el cual también estuvo en el Departamento de Relaciones Sociales de Harvard entre 1963 y 1967, aunque no fuera uno de los alumnos de White), dio a los científicos una mejor idea de cómo estaba organizado el mundo social: en muchos grupos densos con "lazos débiles" entre ellos. El trabajo de Granovetter sirvió de base teórica para el libro de Malcolm Gladwell titulado The Tipping Point. Duncan Watts, Albert-László Barabási, Mark Newman y Jon Kleinberg, entre otros, siguen desarrollando activamente esta línea de investigación.
La investigación de White sobre las "cadenas de vacantes" contó con la asistencia de varios estudiantes de posgrado, como Michael Schwartz e Ivan Chase. El resultado de este trabajo fue el libro Chains of Opportunity. Esta obra describía un modelo de movilidad social en el que los roles y las personas que los ocupaban eran independientes. La idea de que una persona sea creada parcialmente por su posición en los patrones de relaciones se ha convertido en un tema recurrente en su trabajo. Esto proporcionó un análisis cuantitativo de los roles sociales, lo que permitió a los científicos contar con nuevas formas no basadas en agregados estadísticos de medir la sociedad.
Durante la década de 1970, White trabajó con sus alumnos Scott Boorman, Ronald Breiger y Francois Lorrain en una serie de artículos que introducían un procedimiento llamado "modelado de bloques" y el concepto de "equivalencia estructural". La idea fundamental de estos artículos era identificar una "posición" o "rol" a través de similitudes en la estructura social de los individuos, en lugar de características intrínsecas a los individuos o definiciones a priori de pertenencia a un grupo.
En Columbia, White formó a una nueva cohorte de investigadores que llevaron el análisis de redes del rigor metodológico a la extensión teórica y la incorporación de conceptos previamente desatendidos, como cultura y lenguaje.
Muchos de sus estudiantes y aprendices han tenido un fuerte impacto en sociología. Otros de sus antiguos alumnos fueron Michael Schwartz e Ivan Chase, ambos profesores de Stony Brook; Joel Levine, quien fundó el programa de Matemáticas/Ciencias Sociales de Dartmouth College; Edward Laumann, quien fue pionero en la investigación de redes egocéntricas basadas en encuestas y se convirtió en decano y rector de la Universidad de Chicago; Kathleen Carley de la Universidad Carnegie Mellon; Ronald Breiger de la Universidad de Arizona; Barry Wellman en la Universidad de Toronto y luego en NetLab Network; Peter Bearman de la Universidad de Columbia; Bonnie Erickson (Toronto); Christopher Winship (Universidad de Harvard); Joel Levine (Dartmouth College), Nicholas Mullins (Virginia Tech, fallecido), Margaret Theeman (Boulder), Brian Sherman (jubilado, Atlanta), Nancy Howell (jubilado, Toronto); David R. Gibson ( Universidad de Notre Dame); Matthew Bothner (Universidad de Chicago); Ann Mische (Universidad de Notre Dame); y Kyriakos Kontopoulos (Universidad de Temple).

## Obras destacadas
- Harrison C. White (2008), Identity and Control: How Social Formations Emerge (Second Edition), Princeton, NJ: Princeton University Press ISBN 0-691-13715-3
- Harrison C. White (2002), Markets from Networks: Socioeconomic Models of Production, Princeton, NJ: Princeton University Press
- Harrison C. White (1993), Careers and Creativity: Social Forces in the Arts. Boulder, CO: Westview Press
- Harrison C. White (1992), Identity and Control: A Structural Theory of Social Action, Princeton, NJ: Princeton University Press

## Artículos destacados
- Harrison C. White, Frédéric C. Godart, and Victor P. Corona (2007), Mobilizing Identities: Uncertainty and Control in Strategy, Theory, Culture & Society 24:181-202.
- Harrison C. White (1997), Can Mathematics Be Social? Flexible Representation for Interaction Process in its Socio-Cultural Constructions, Sociological Forum 12:53-71.
- Harrison C. White (1995), Network Switchings and Bayesian Forks. Reconstructing the Social and Behavioral Sciences, Social Research 62:.
- Harrison C. White (1995), Social Networks Can Resolve Actor Paradoxes in Economics and in Psychology, Journal of Institutional and Theoretical Economics, 151:58-74.
- Harrison C. White (1994), Values Comes in Styles, Which Mate to Change, Chapter 4th in Michael Hechter, Lynn Nadel and R. Michod, eds., The Origin of Values. New York: Aldine de Gruyter.
- Harrison C. White and Cynthia A. White (1993), Canvases and Careers: Institutional Change in the French Painting World, University of Chicago Press, Chicago (French translation, La Carriere Des Peintres au XIXe Siecle: Du systeme academique au marche des impressionistes, Antoine Jaccottet, tr., Preface by Jean-Paul Bouillon, Flammarion Press: Paris, 1991.)
- Harrison C. White (1992), Markets, Networks and Control, in S. Lindenberg and Hein Schroeder, (eds.), Interdisciplinary Perspectives on Organization, Oxford, UK: Pergamon Press, 1992.
- Harrison C. White (1988). Varieties of Markets, in Barry Wellman and S.D. Berkowitz, (eds.), Social Structures: A Network Approach. Cambridge: Cambridge University Press.